# Oecismus tjederi
Oecismus tjederi là một loài Trichoptera trong họ Sericostomatidae. Chúng phân bố ở miền Cổ bắc.